# جولای عینکی
جولای عینکی (نام علمی: Ploceus ocularis) نام یک  پرنده از گونه سرده جولاها است.